# 妙義山
妙義山是位于群馬縣下仁田町、富岡市、安中市的一座標高1104米的山峰。與赤城山、榛名山并稱為上毛三山。因其陡峭的外觀被選為日本三大奇形之一。也是日本百景之一。

## 概要
妙義山是白雲山，金洞山，金鶏山，相馬岳，御岳，丁須之頭等山峰的縂称、南側稱爲表妙義北側是裏妙義。其中在下仁田附近能夠眺望到的金洞山又被當地人親切地稱爲中之岳。妙義山中也數中之岳的奇岩最爲有特色，從這裡經過第一石門到第四石門有蠟燭岩，大炮岩，筆頭岩，搖擺岩，虚無僧岩等日本屈指可數的奇特岩石群。穿過這些岩石后到達中之岳神社是登頂的起點。妙義山東面中腹建有莊嚴的妙義神社。江戶時代起一直被認爲具有鎮火，避雷的功用。

## 以妙義山命名的事物
- 妙義山北麓中木川由於修建中木大壩而形成的人造湖被稱爲妙義湖。
- 日本大相撲力士妙義龍泰成

## 與妙義山有關的作品
- 1974年，電影，寅次郎催眠曲（寅次郎的故事 第14部）
- 頭文字D
- 1964年，電影，盲劍俠
- 1961年五月，土屋隆夫的推理小說，危險的童話(危険な童話)